# IOTA (technologie)
IOTA is een opensource-cryptovaluta met gedistribueerd grootboek, die zich richt op het leveren van een veilige communicatie en veilige betalingen tussen apparaten op het internet der dingen. Met behulp van een acyclische gerichte graaf (een generalisatie van de blockchain) zijn de transacties van IOTA gratis, ongeacht de omvang van de transactie. Daarnaast zijn de bevestigingen zeer snel en is het aantal transacties dat het systeem gelijktijdig kan verwerken in beginsel onbeperkt, en ook kan het systeem eenvoudig worden opgeschaald. IOTA werd in 2015 opgericht door David Sønstebø, Sergey Ivancheglo, Dominik Schiener en Dr. Serguei Popov.
IOTA staat onder toezicht van de IOTA Foundation, een non-profitorganisatie die zich toelegt op het ontwikkelen van de technologie en deze licentievrij houdt voor alle ontwikkelaars om mee te werken. De Foundation heeft een samenwerking opgezet met Volkswagen en Innogy om CarPass te ontwikkelen, een op IOTA gebaseerde technologie die voor veilige transacties zorgt, digitale identiteiten en laadnetwerken voor auto's mogelijk maakt. IOTA Foundation is nu bezig met het oprichten van een datamarkt met behulp van IOTA technologie in samenwerking met de Deutsche Telekom, Microsoft, Fujitsu en Samsung. De IOTA Foundation is ook een van de oprichters van de Trusted IOT Alliance, die onder anderen de bedrijven Bosch, Consensys, USbank en Cisco omvat.
Begin januari 2018 is de marktkapitalisatie van IOTA $ 10 miljard, waarmee het de op zes na grootste cryptovaluta in omloop is.

## Eenheden
De kleinste rekeneenheid van IOTA is één Iota, genoemd naar de kleinste letter in het Griekse alfabet. Grotere rekeneenheden worden gemaakt door het toevoegen van afleidingen uit het metrieke stelsel aan het woord Iota. Vandaar dat een miljoen Iota een MegaIota of Miota (Mi) wordt genoemd. Dit is tevens de basiseenheid van Iota die wordt gebruikt voor de handel op de cryptovalutamarkt. Op volgorde van grootte zijn de eenheidsnamen:
| Iota     | = 1 Iota  | = 1i  | = 1i                     |
| KiloIota | = 1 Kiota | = 1Ki | = 1.000i                 |
| MegaIota | = 1 Miota | = 1Mi | = 1.000.000i             |
| GigaIota | = 1 Giota | = 1Gi | = 1.000.000.000i         |
| TeraIota | = 1 Tiota | = 1Ti | = 1.000.000.000.000i     |
| PetaIota | = 1 Piota | = 1Pi | = 1.000.000.000.000.000i |